# Laurențiu Brănescu
Laurenţiu Brănescu (Râmnicu Vâlcea, 30 de marzo de 1994) es un futbolista rumano que juega de guardameta en el Hibernians F. C. de la Premier League de Malta.

## Clubes
| Club                           | País     | Año       |
| ------------------------------ | -------- | --------- |
| C. S. M. Râmnicu Vâlcea        | Rumania  | 2009-2011 |
| Juventus F. C.                 | Italia   | 2011-2013 |
| S. S. Juve Stabia              | Italia   | 2013-2014 |
| S. S. Virtus Lanciano          | Italia   | 2014-2015 |
| Szombathelyi Haladás           | Hungría  | 2015      |
| A. C. Omonia Nicosia           | Chipre   | 2015-2016 |
| F. C. Dinamo de Bucarest       | Rumania  | 2016-2018 |
| H. N. K. Gorica                | Croacia  | 2018-2019 |
| F. C. Žalgiris                 | Lituania | 2019      |
| Kilmarnock F. C.               | Escocia  | 2019-2020 |
| F. C. Politehnica Iași         | Rumania  | 2021      |
| F. C. Farul Constanța          | Rumania  | 2021-2022 |
| Universitatea Cluj             | Rumania  | 2022      |
| Atromitos de Atenas            | Grecia   | 2023      |
| C. S. M. Ceahlăul Piatra Neamț | Rumania  | 2024-2025 |
| Hibernians F. C.               | Malta    | 2025-     |